# Flutter síní
Flutter síní je srdeční arytmie, jejímž původem je abnormální šíření srdečního vzruchu srdečními předsíněmi. Dochází při něm k rychlým stahům srdečních předsíní (české pojmenování kmitání síní), obvykle je spojen také s rychlou frekvencí srdečních komor, což se projeví rychlým srdečním pulzem (tachykardií). Patří do skupiny supraventrikulárních tachykardií. Je rytmem poměrně nestabilním, obvykle přechází do fibrilace síní, je však možný i chronický průběh flutteru trvající měsíce až roky. Jako samostatná chorobná jednotka byl poprvé popsán britským lékařem Sirem Thomasem Lewisem (1881–1945) a jeho kolegy.

## Příčiny a patofyziologie
Je obvykle spojen s jinými nemocemi srdce jako ischemickou chorobou srdeční, kardiomyopatiemi, chlopenními vadami či hypertenzí či celkovými poruchami jako je thyreotoxikóza. Může se však vyskytnout i u jinak zdravého jedince.
Jeho podkladem je krouživý vzruch (re-entry), který po síních krouží po charakteristických drahách. Toto kroužení vzniká na základě rozdílné rychlosti vedení a refrakterní doby v různých částech předsíní. Je obvykle vyvolán předčasným vzruchem (extrasystolou), která přichází do oblasti re-entry okruhu, spouští v něm krouživý vzruch, který odtud s vysokou frekvencí aktivuje zbytek srdeční předsíně a atrioventrikulární uzel. Frekvence síní se pohybuje mezi 240 a 440 stahy za minutu. Atrioventrikulární uzel působí jako fyziologický blok, neboť nepropustí na komory každý vzruch, ale jen jeden z několika (obvykle každý druhý až čtvrtý). Podle toho se mluví o převodu na komory v poměru 2:1, 3:1 , 4:1 a podobně, převod může být i nepravidelný.

## Dělení
- typ I (typický flutter) - jeho podkladem je re-entry okruh lokalizovaný v pravé předsíni kolem prstence, na nějž se upíná trojcípá chlopeň. Důležitou částí okruhu je svalovina mezi tímto prstencem a vyústěním dolní duté žíly, tzv. kavotrikuspidální isthmus. Ten je možné léčebně přerušit a zabránit tak ve většině případů opakování arytmie. Vzruch po okruhu může probíhat po i proti směru hodinových ručiček. Tento typ flutteru má pomalejší frekvenci - mezi 240 a 340 za minutu.[3]
- typ II (atypický flutter) - je méně častý, pochází z jiných částí pravé či z levé předsíně srdeční, neběží přes kavotrikuspidální isthmus. Vyskytuje se obvykle u nemocných po kardiochirurgických výkonech a okruh běží kolem jizvy po chirurgickém řezu. Má vyšší frekvenci - mezi 340 a 440 za minutu

## Projevy a komplikace
Vzhledem k tomu, že frekvence srdečních komor je u flutteru obvykle vysoká, projevuje se nejčastěji bušením srdce (palpitacemi). Nemocný jej však vůbec nemusí vnímat, zejména pokud bere léky, které zpomalují převod AV uzlem a regulují tak více převod vzruchů na komory. Především u nemocných se srdcem výrazněji postiženým jiným základním onemocněním, může vyšší srdeční frekvence vést k srdečnímu selhání, které se projeví dušností, nevýkonností, bolestmi na hrudi, při déletrvajícím průběhu otoky nohou.
Podobně jako u fibrilace síní je možnou komplikací (vzácně i prvním projevem arytmie) embolizace. V předsíních, které se při rychlé frekvenci řádně nestahují, může ve stagnující krvi docházet k tvorbě sraženin, které pak mohou být krevním tokem zavlečeny do dalších orgánů, kde ucpávají větší či menší tepny a vedou až k infarktu postižené oblasti - nejčastěji v mozku vzniká cévní mozková příhoda, na končetinách akutní tepenné uzávěry.
Další velmi závažnou, byť řídkou komplikaci představuje výskyt flutteru síní u nemocných s abnormálními přídatnými drahami, což jsou vrozeně se vyskytující svalové snopce, které vodivě spojují svalovinu předsíní a komor mimo AV uzel. Protože nemají jeho schopnost filtrovat vzruchy s vysokou frekvencí, všechny je převádí na komory. Takto vysoká frekvence komor vede rychle k projevům srdečního selhání a arytmie obvykle přechází do komorové tachykardie až fibrilace komor, což vede k úmrtí postiženého.

## Vyšetření

Flutter síní s nepravidelným převodem na komory

Základem pro rozpoznání arytmie je EKG křivka. Typické na ní je nahrazení P-vln (které odpovídají normální aktivitě předsíní) rychlými flutterovými vlnkami, které se přirovnávají k zubům pily. U typického flutteru jsou nejlépe vidět ve svodech II, III a aVF. Komplexy QRS, které odpovídají stahu komor, jsou obvykle řazeny pravidelně s menší frekvencí (poměr flutterových vlnek a QRS komplexů je obvykle 2:1, 3:1 či 4:1), možný je ale i nepravidelný převod.
Součástí vyšetření zejména u osob s prvně zachycenou arytmií je ultrazvuk srdce, který umožní posoudit strukturální změny na srdci, například chlopenní vady, rozšíření předsíní či poruchu funkce srdečních komor, které bývají častěji spojeny s flutterem síní. Přesnější zhodnocení včetně průkazu krevních sraženin v předsíních umožní jícnová echokardiografie, kdy se ultrazvuková sonda zavádí do jícnu a je v těsné blízkosti srdečních předsíní.

## Léčba
Léčba flutteru síní se řídí podobnými principy jako u fibrilace síní. Hlavním rozdílem je, že flutter je méně citlivý na podání antiarytmik, naproti tomu je mnohem citlivější na působení elektrického proudu. Efektivní k dosažení normálního sinusového rytmu je většinou elektrická kardioverze s použitím energie menší než 50 J. Jinou možností působení elektrického proudu ke zrušení flutteru je overdrive, tedy rychlá stimulace předsíní elektrodou zavedenou jícnem nebo u nemocných po kardiochirurgických výkonech elektrodou přímo na srdci.
Flutter síní se jako dlouhodobý rytmus (permanentní flutter) vyskytuje mnohem méně než permanentní fibrilace síní. Důvodem je jeho nestabilita. Pokud u nemocného přetrvává jako dlouhodobý rytmus a není jej možno převést na sinusový rytmus ani na fibrilaci síní, u níž se snáze kontroluje převod na srdeční komory, podávají se rovněž léky k ovlivnění převodu v AV uzlu (betablokátory, některé kalciové blokátory či srdeční glykosidy).
Důležitou součástí léčby je také prevence embolických komplikací pomocí antikoagulancií či antiagregancií. Pro jejich podávání platí obdobná pravidla jako u fibrilace síní.
Z dlouhodobého hlediska jako prevence opakování typického flutteru síní je dnes v popředí katetrizační radiofrekvenční ablace  Pomocí elektrického proudu, který se aplikuje prostřednictvím elektrody zavedené některou velkou žílou do srdce, je přerušen kavotrikuspidální isthmus a je tak zablokováno kroužení po re-entry okruhu. Efektivita metody je u flutteru síní velmi vysoká.